# GRID1
La subunidad delta-1 del receptor de glutamato también conocida como GluD1 o GluRδ1 es una proteína que en los seres humanos está codificada por el gen GRID1.

## Función
Este gen codifica una subunidad del canal iónico controlado por ligando del receptor de glutamato. Estos canales median la mayor parte de la transmisión sináptica excitadora rápida en el sistema nervioso central y juegan un papel clave en la plasticidad sináptica.

## Significación clínica
Varios estudios de epidemiología genética han demostrado una fuerte asociación entre ciertas variantes del gen GRID1 y un mayor riesgo de desarrollar esquizofrenia.